# 画家・彫刻家・建築家列伝

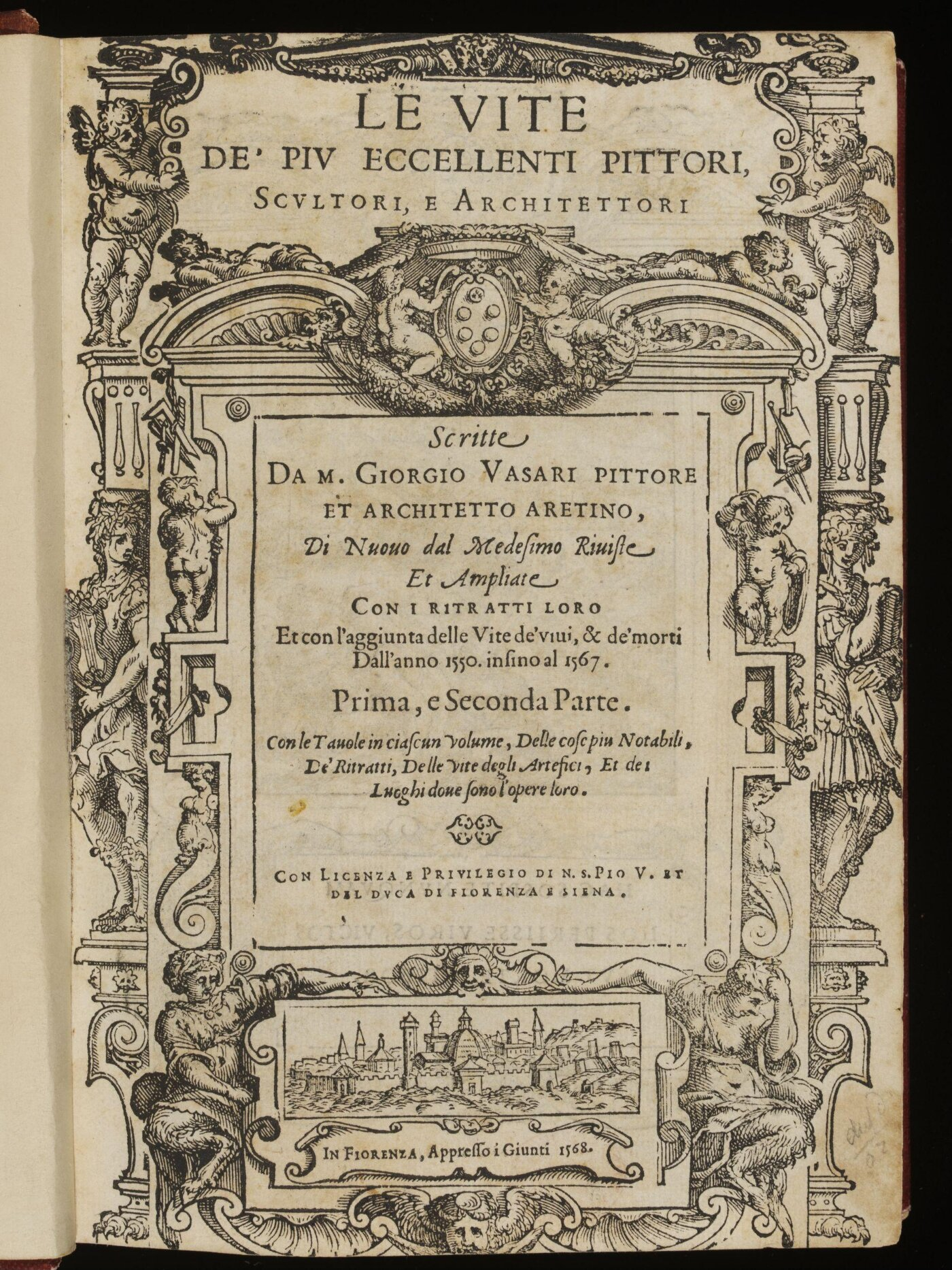
『画家・彫刻家・建築家列伝』第2版表紙 1568年

『画家・彫刻家・建築家列伝』（がか・ちょうこくか・けんちくかれつでん、伊: Le Vite delle più eccellenti pittori, scultori, e architettori ）は、16世紀のイタリア人画家、建築家のジョルジョ・ヴァザーリが書いた芸術家の伝記。タイトルは略されて「Vite」と呼ばれることもある。日本では『美術家列伝』、あるいは『芸術家列伝』と呼ばれることが多い。
「芸術文学の古典としてもっとも有名で、もっとも研究された本」、「イタリアルネサンスを語る上でもっとも影響力のある書物の一つ」、「芸術史を最初に構築した文書の一つ」と言われ、英語、オランダ語、ドイツ語、フランス語、日本語など各国語に全訳、部分訳されている。

## 概要

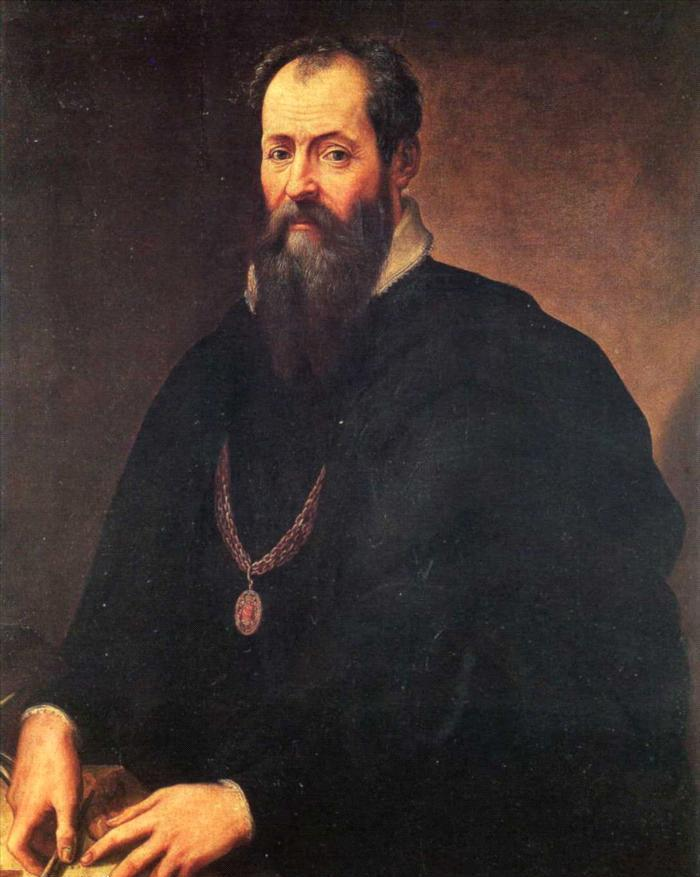
ヴァザーリ 自画像

ヴァザーリは最初のイタリア人美術史家として、現在まで研究、修正が続けられることになる芸術家の伝記の執筆を始めた。初版は1550年にフィレンツェのロレンツォ・トレンティーノによって出版され、メディチ家のトスカーナ大公コジモ1世に献呈されている。この書物は芸術家たちの列伝であるだけでなく、芸術創作上の技術手法の価値ある論文でもあった。1568年にはさらに30人を書き足した第2版が出版され、この版では収載された芸術家たちの木版肖像画も追加された（想像で作成された肖像画もある）。

ティツィアーノ 自画像 (プラド美術館)

『画家・彫刻家・建築家列伝』は全編フィレンツェ出身の芸術家を賛美する文章で書かれており、彫刻における革新など、ルネサンス芸術の新たな発展はすべて彼らの功績によるものだとしている。その一方でいくつかのヨーロッパ各地、特にヴェネツィア出身の芸術家についてはほとんど無視されていた。その後ヴァザーリは第2版出版前にヴェネツィアを訪れ、第2版にはティツィアーノら、ヴェネツィア出身芸術家への記述を増やしている。1899年にジョン・シモンズは「不注意にもヴァザーリは誤った日時、場所を書き、さらには自分の記述が正しいかどうかを検証することを怠っている箇所があることは明らかだ」と非難しつつ、これらの欠点はあるにせよ、本書がイタリアルネサンスの基本資料であることは間違いないとしている。
ヴァザーリの手による本書は読者を楽しませる噂話や逸話が随所にちりばめられている。彼が書いた芸術家の逸話の多くはもっともらしい作り話の可能性はあるが、それでもその芸術家の横顔を生き生きと描き出している。しかしながら完全に作り話もあり、フィレンツェ出身のゴシック期の巨匠ジョットが若い頃に自身の師匠で同じくゴシック期の著名な画家チマブーエの作品にハエを描き、それを本物のハエと勘違いしたチマブーエが追い払おうとしたエピソードなどは、古代ギリシアの画家アペレスの逸話の剽窃である。
シモンズが指摘しているように、ヴァザーリは自身の記述に対して正確な日時を検証しておらず、彼と同時代あるいはほぼ同時代の芸術家の記述の多くは信頼できるとしても、現在も様々な最新の資料をもちいた研究者によって、本書の年代、日付、記述の修正作業が続けられている。本書は今日では古典とみなされているが、それでもこういった修正作業は現在も非常に重要な研究であると見なされている。
ヴァザーリは本書の最後に42ページの彼自身や家族などの伝記を付け加えており、祖父で画家だったラザーロ・ヴァザーリ や兄弟弟子のフランチェスコ・デ・ロッシのことも記述している。

## 後世への影響
『画家・彫刻家・建築家列伝』は「ルネサンス芸術の歴史でもっとも影響力のある文書」、「ルネサンス芸術家の伝記でもっとも重要な作品」と評価されている。こういった影響力は主として次の三分野に及んでいる。
その当時、そして後世の伝記作家、美術史家への手本
ルネサンスの定義、ならびにフィレンツェとローマがルネサンスで果たした役割の明確化
初期のイタリア人芸術家の横顔、作品に対する重要な情報源

### 伝記作家、美術史家
本書は芸術家の伝記のきっかけとなり、特に17世紀の伝記作家はその国のヴァザーリと呼ばれることがあった。1604年に多くのネーデルランド（ベルギー、オランダ、ルクセンブルク）出身画家の伝記である『画家列伝』を書いたオランダのカレル・ヴァン・マンデルはおそらく最初の「ヴァザーリ風作家 (Vasarian author)」といわれている[1]。また、『ドイツのアカデミー』を書いた画家、美術史家のドイツ人ヨアヒム・フォン・ザンドラルト (Joachim von Sandrart) は「ドイツのヴァザーリ (German Vasari)」として知られている[9]。イングランドで1685年出版の『Painting Illustrated』ではその多くをヴァザーリの本書に負っている[1] 。

### ルネサンス研究
本書はルネサンス様式の発展考察に関するもっとも重要な基礎資料である。フィレンツェ、ローマ出身の芸術家たちの業績がどれほど重要かということと、その他の地域のイタリア出身の芸術家、さらにイタリア人以外の芸術家の果たした役割を黙殺するという、初期ルネサンス美術史家たちの見解に長きにわたって影響を与えてきた
。

### 芸術家と作品
さらに本書は何世紀にもわたって、初期のルネサンス期に活躍したイタリア人画家たちと、その作品の特質についてのもっとも重要な情報源でもある。1899年に作家、詩人のジョン・アディングトン・シモンズ (en:John Addington Symonds)は、『画家・彫刻家・建築家列伝』を芸術家たちの記述に対する基本文献の一つとして『イタリアにおけるルネッサンス (Renaissance in Italy)』を著した。今では明らかになっている本書の偏見や先入観、欠点は存在するが、現在でもレオナルド・ダ・ヴィンチの伝記のように多くの芸術家たちの伝記のベースとして使用されている。

## 記載されている芸術家
『画家・彫刻家・建築家列伝』の内容は3部に分割できる。第1部はコジモ・デ・メディチへの献辞、第2部は序文、第3部が建築、彫刻、絵画の技術論や芸術家たちの経歴である。そして第3部の冒頭文に続いて、2章から6章まで「芸術家列伝」が記述されている。以下は1568年出版の第2版に記述されている芸術家たちのリストである。
本書には多くの重要なイタリア人芸術家の伝記が記載されており、時に他の名前で呼ばれることもある彼らの名前に対する古典参照資料としても使用されている。
現在では別名（通称など）で呼ばれている芸術家がおり、以下のリストでも現在呼ばれることの多い名前に従っているが、ウィキペディア日本語版に項目がある場合はその項目名としている。『画家・彫刻家・建築家列伝』に記載されている正確な名前は、イタリア語版、英語版を参照のこと。なお、画像は第2版の木版画である。

### 第2章
- チマブーエ（画家）

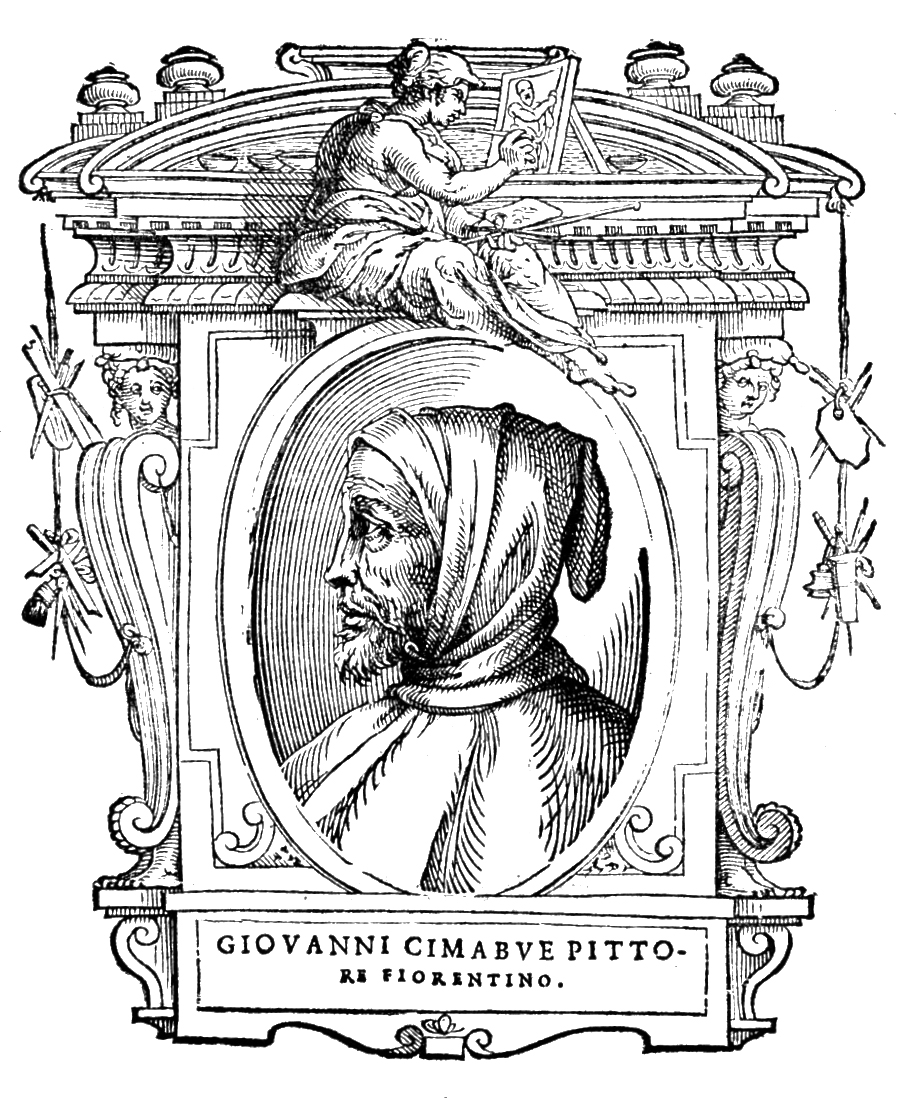
チマブーエ

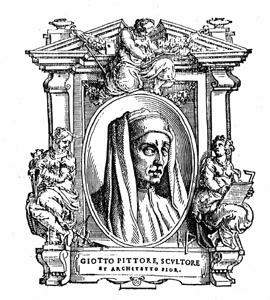
ジョット

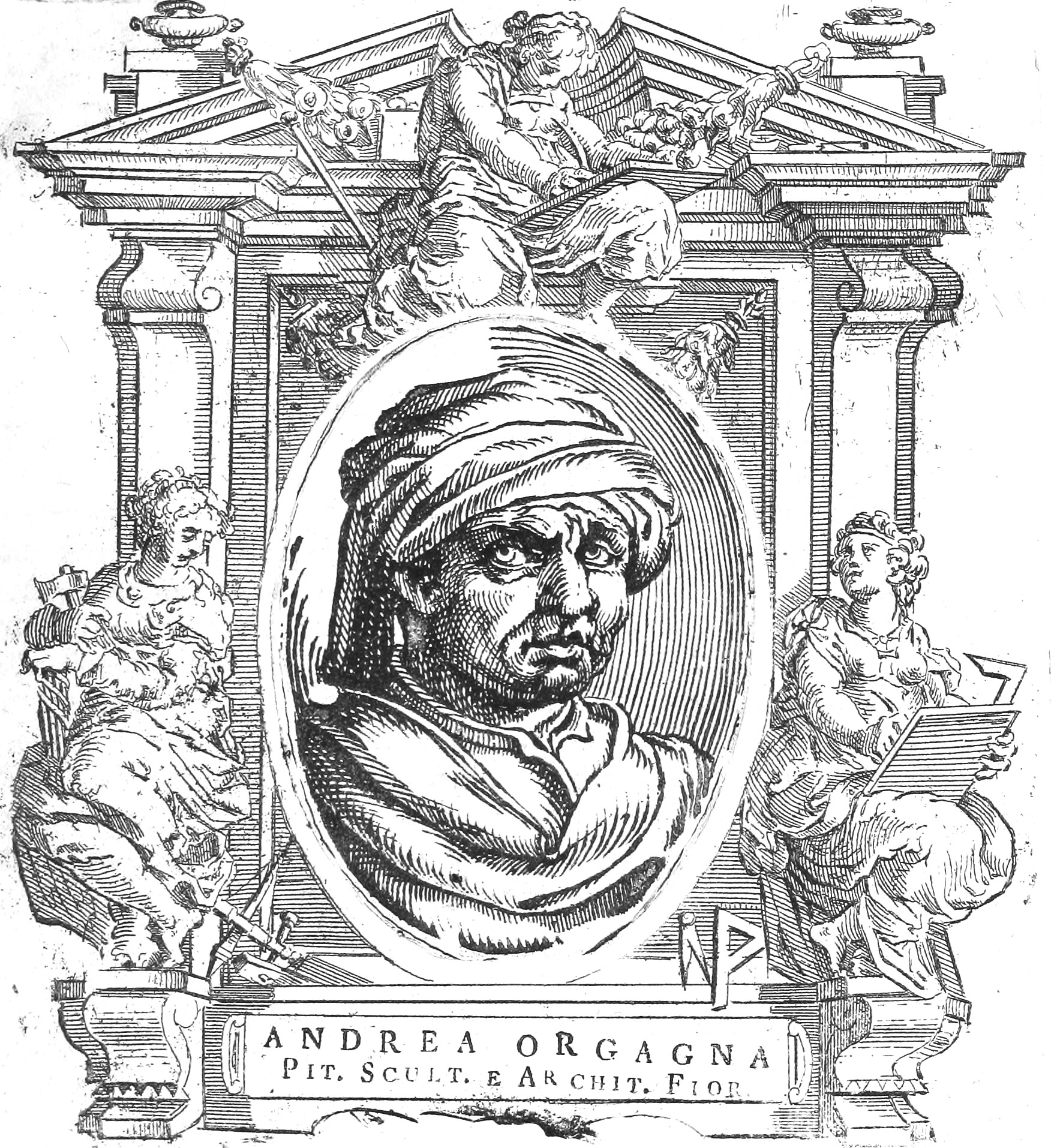
オルカーニャ

- アルノルフォ・ディ・カンビオ（彫刻家）、ボナンノ・ピサーノ (en:Bonanno Pisano) （彫刻家）
- ニコラ・ピサーノ (en:Nicola Pisano) （彫刻家）
- ジョヴァンニ・ピサーノ（彫刻家・画家）
- アンドレア・タフィ (en:Andrea Tafi) （画家）
- ガッド・ガッディ (en:Gaddo Gaddi) （画家）
- マルガリトーネ・ダレッツォ (en:Margaritone d'Arezzo) （画家）
- ジョット（画家）、プッチオ・カパンナ (Puccio Capanna) （画家）
- アゴスティーノ・ダ・シエナ (en:Agostino da Siena) （建築家・彫刻家）
- サセッタ（画家）とウゴリーノ・ディ・ネリーオ (en:Ugolino di Nerio) （画家）
- ピエトロ・ロレンツェッティ（画家）
- アンドレア・ピサーノ（彫刻家・建築家）
- ブオナミーコ・ブファルマッコ（画家）
- アンブロージョ・ロレンツェッティ（画家）
- ピエトロ・カヴァリーニ（画家）
- シモーネ・マルティーニ（画家）とリッポ・メンミ (en:Lippo Memmi) （画家）
- タッデオ・ガッディ（画家・建築家）
- オルカーニャ（画家・彫刻家・建築家）
- ジョッティーノ（画家）
- ジョバンニ・ダ・ポンテ (en:Giovanni da Ponte) （画家）
- アーニョロ・ガッディ （画家）
- バルナ・ダ・シエナ (en:Barna da Siena) （画家）
- ドゥッチョ・ディ・ブオニンセーニャ（画家）
- アントニオ・ヴェネツィアーノ （画家）
- ヤコポ・デル・カセンティーノ （画家）
- スピネッロ・アレティーノ （画家）
- ゲラルド・スタルニーナ （画家）
- リッポ・メッミ （画家）
- ロレンツォ・モナコ （画家）
- タッデーオ・ディ・バルトーロ (en:Taddeo di Bartolo) （画家）
- ロレンツォ・ディ・ビッチ (en:Lorenzo di Bicci) （画家）

### 第3章
- ヤコポ・デッラ・クエルチャ（彫刻家）

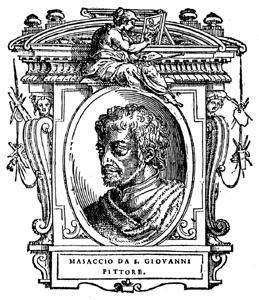
マサッチオ

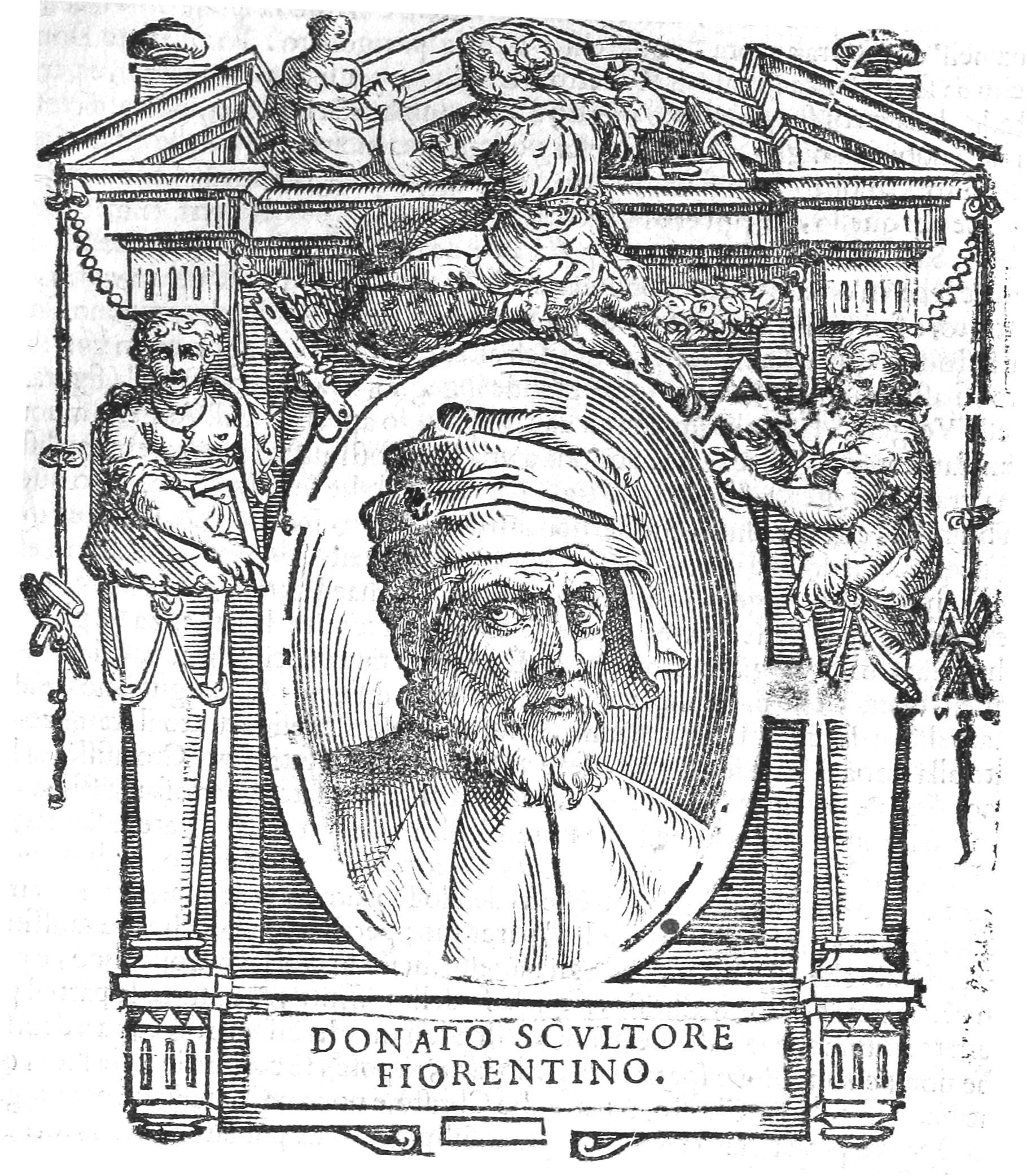
ドナテッロ

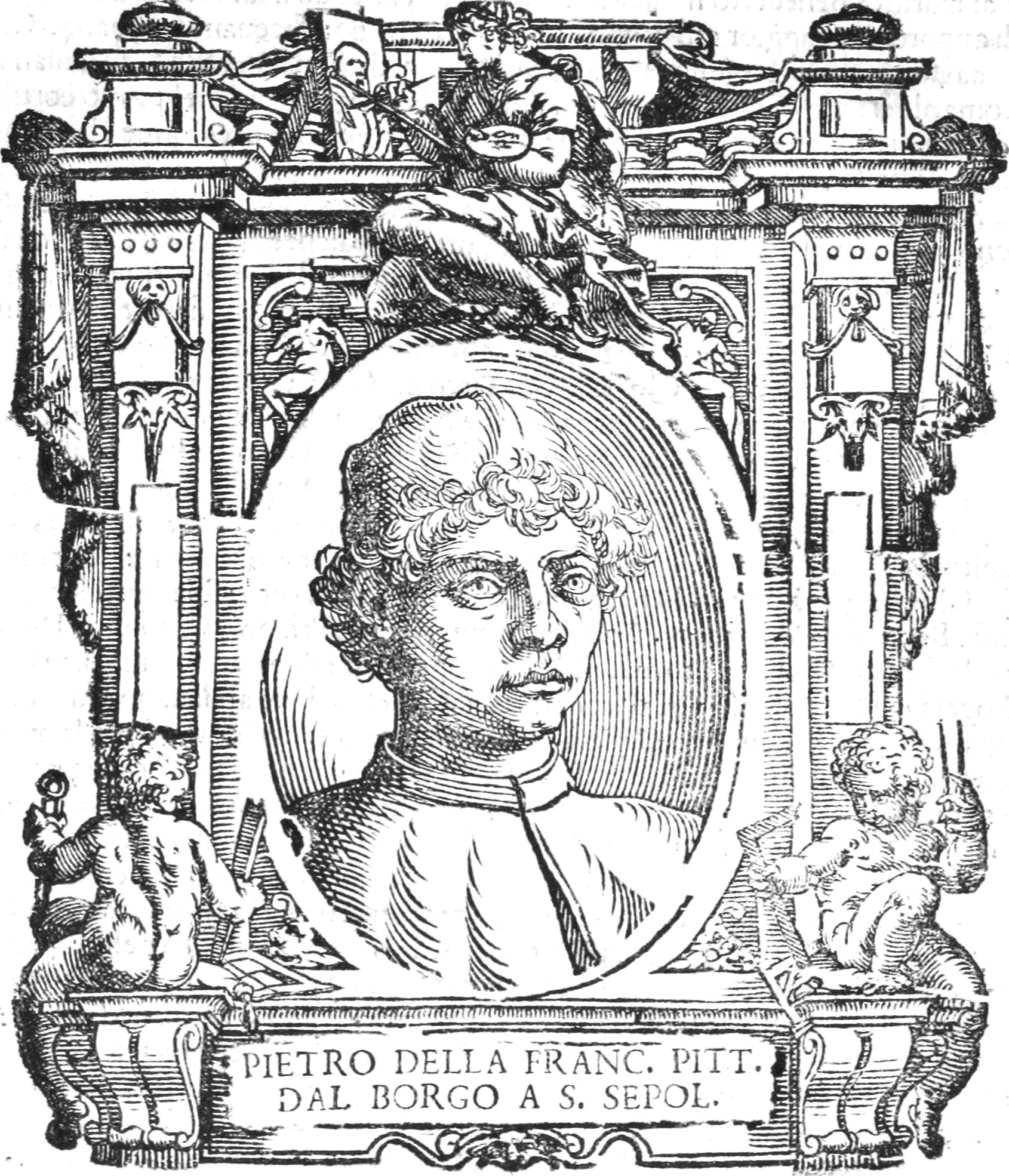
ピエロ・デラ・フランチェスカ

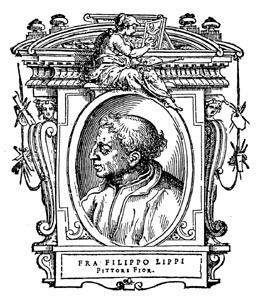
フィリッポ・リッピ

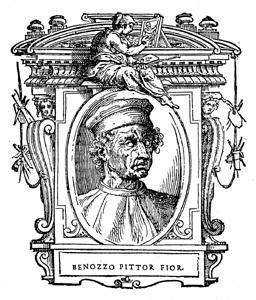
ベノッツォ・ゴッツォリ

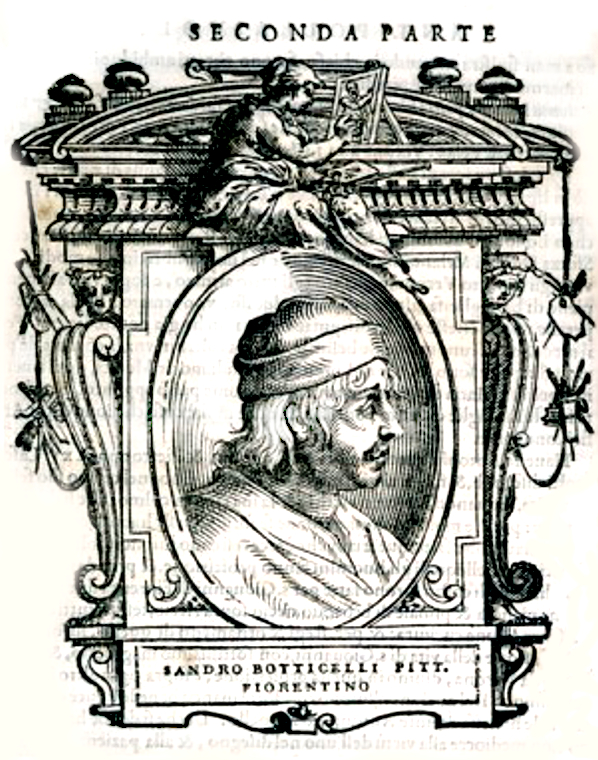
サンドロ・ボッティチェリ

- ニッコロ・ディ・ピエロ・ランベルティ (en:Niccolò di Piero Lamberti) （彫刻家・建築家）
- デッロ・デッリ (en:Dello di Niccolò Delli) （彫刻家・画家）
- ナンニ・ディ・バンコ (en:Nanni di Banco) （彫刻家）
- ルカ・デッラ・ロッビア（彫刻家）
- ロレンツォ・ギベルティ（彫刻家・彫金家）
- マソリーノ（画家）
- パリ・スピネッリ （画家）
- マサッチオ（画家）
- フィリッポ・ブルネレスキ（建築家）
- ドナテッロ（彫刻家）
- ミケロッツォ・ディ・バルトロメオ（建築家・彫刻家）
- アントニオ・フィラレーテ（建築家・彫刻家）、シモーネ・ギーニ (Simone Ghini) （彫刻家）
- ジュリアーノ・ダ・マイアーノ（彫刻家）
- ピエロ・デラ・フランチェスカ（画家）
- フラ・アンジェリコ（画家）
- レオン・バッティスタ・アルベルティ（建築家）
- ラザーロ・ヴァザーリ (en:Lazzaro Vasari) （画家）
- アントネロ・ダ・メッシーナ（画家）
- アレッソ・バルドヴィネッティ （画家）
- バルトロメーオ・ベッラーノ （彫刻家・建築家）
- フィリッポ・リッピ（画家）
- パオロ・ロマーノ (en:Paolo Romano) （彫刻家）、ミーノ・デル・レアーメ (en:Mino del Reame) （彫刻家）、キメンティ・カミーチャ (en:Chimenti Camicia) （建築家）、バッチョ・ポンテッリ (en:Baccio Pontelli) （建築家）
- アンドレア・デル・カスターニョ （画家）
- ドメニコ・ヴェネツィアーノ （画家）
- ジェンティーレ・ダ・ファブリアーノ（画家）
- ピサネロ（画家）、フランチェスコ・ディ・ペセッロ (画家）
- ベノッツォ・ゴッツォリ（画家）
- フランチェスコ・ディ・ジョルジョ・マルティーニ（画家・彫刻家・建築家）、ヴェッキエッタ (en:Vecchietta) （画家・彫刻家・建築家）
- ガラッソ・ガラッシ (en:Galasso Galassi) （画家）
- アントニオ・ロッセリーノ (en:Antonio Rossellino) （彫刻家）
- ベルナルド・ロッセリーノ（彫刻家・建築家）
- デジデーリオ・ダ・セッティニャーノ（彫刻家）
- ミーノ・ダ・フィエゾーレ (en:Mino da Fiesole) （彫刻家）
- ロレンツォ・コスタ（画家）
- エルコレ・デ・ロベルティ（画家）
- ジェンティーレ・ベリーニ（画家）
- コジモ・ロッセッリ （画家）
- フランチェスコ・ダンジェロ (en:Francesco d’Angelo) （彫刻家）
- バルトロメオ・デッラ・ガッタ （画家・建築家）
- ゲラルド・シルヴァーニ (en:Gherardo Silvani) （彫刻家・建築家）
- ドメニコ・ギルランダイオ（画家）
- アントニオ・デル・ポッライオーロ（画家・彫刻家・版画家・彫金師）
- ピエロ・デル・ポッライオーロ（画家）
- サンドロ・ボッティチェッリ（画家）
- ベネデット・ダ・マイアーノ（彫刻家・建築家）
- アンドレア・デル・ヴェロッキオ（画家・彫刻家・建築家）
- アンドレア・マンテーニャ（画家）
- フィリッピーノ・リッピ（画家）
- ピントゥリッキオ（画家）
- フランチェスコ・フランチャ（画家・彫金師）
- ペルジーノ（画家）
- ヴィットーレ・カルパッチョ（画家）
- ジャコポ・トーニ (en:Jacopo Torni) （画家）
- ルカ・シニョレッリ（画家）

### 第4章

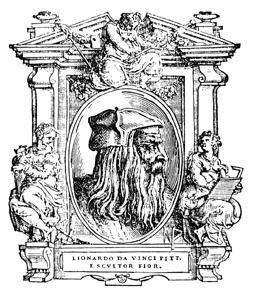
レオナルド・ダ・ヴィンチ

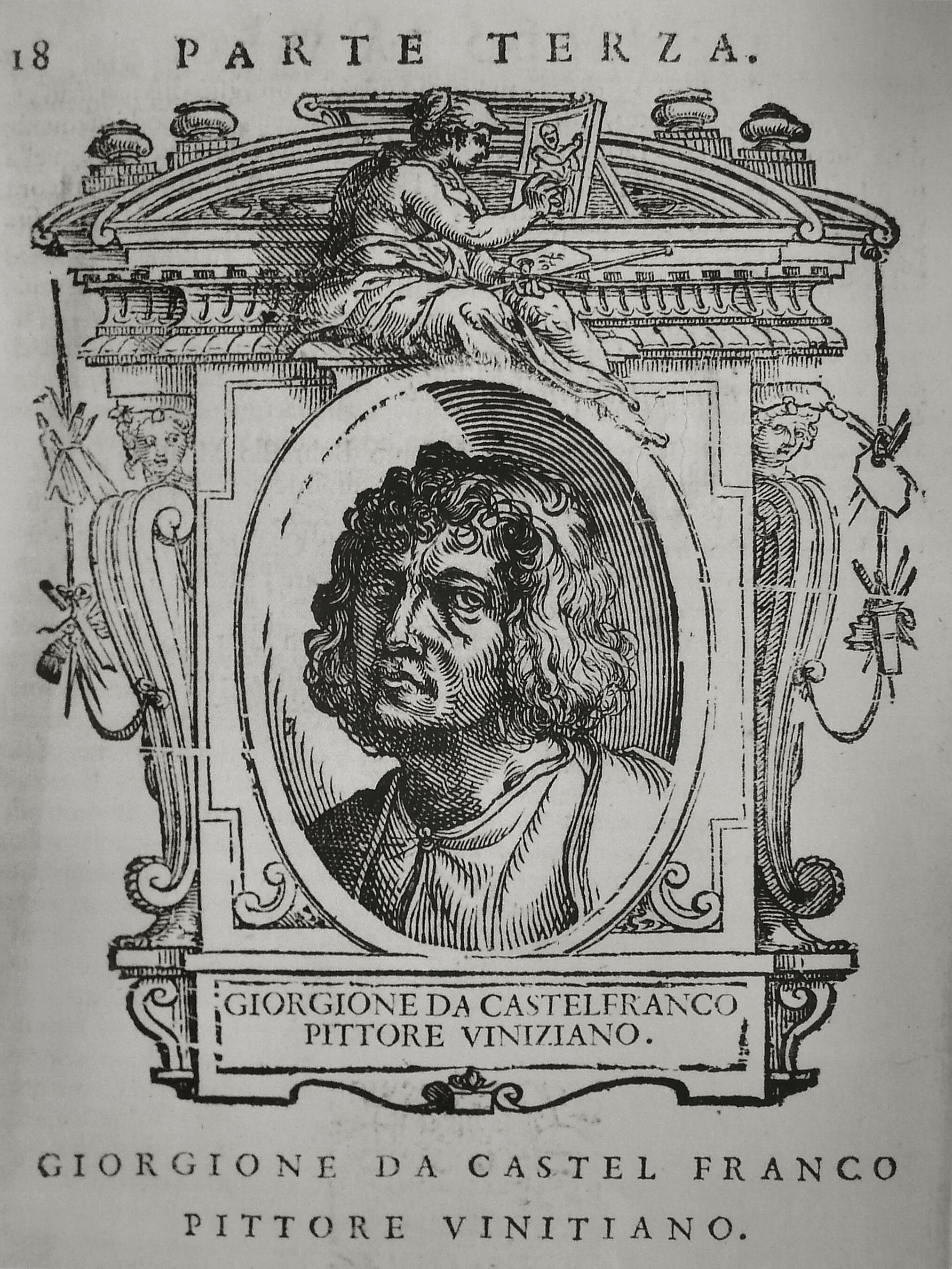
ジョルジョーネ

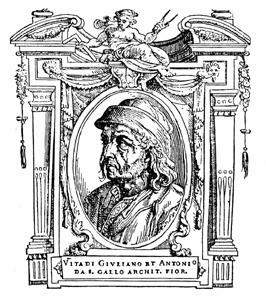
ジュリアーノ・ダ・サンガッロ

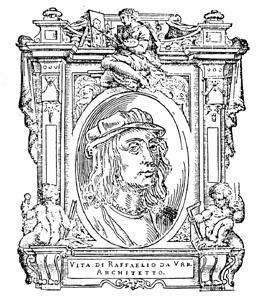
ラファエロ・サンティ

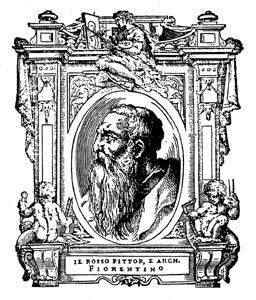
ロッソ・フィオレンティーノ

- レオナルド・ダ・ヴィンチ（画家・彫刻家・建築家ほか）
- ジョルジョーネ（画家）
- コレッジョ（画家）
- ピエロ・ディ・コジモ（画家）
- ドナト・ブラマンテ（画家）
- マリオット・アルベルティネッリ （画家）
- ラファエリーノ・デル・ガルボ (en:Raffaellino del Garbo) （画家）
- トリジアーノ (en:Pietro Torrigiano)（彫刻家）
- ジュリアーノ・ダ・サンガッロ（彫刻家・建築家）
- アントニオ・ダ・サンガッロ・イル・ジョヴァネ（建築家）
- ラファエロ・サンティ（画家・建築家）
- ギョーム・ド・マルチラ (en:Guillaume de Marcillat) （ステンドグラス作家、フランス人）
- イル・クロナカ (en:Simone del Pollaiolo) （建築家）
- ダヴィデ・ギルランダイオ （画家）、ベネデット・ギルランダイオ (en:Benedetto Ghirlandaio) （画家、ダヴィデの弟）
- ドメニコ・プリーゴ (en:Domenico Puligo) （画家）
- アンドレア・フェルッチ (en:Andrea Ferrucci) （彫刻家）
- ヴィンチェンツォ・タマーニ (en:Vincenzo Tamagni) （画家）、ティモテオ・ヴィティ (en:Timoteo Viti) （画家）
- アンドレア・サンソヴィーノ (en:Andrea Sansovino) （彫刻家）
- ベネデット・ダ・ロヴェッザーノ (en:Benedetto Grazzini) （彫刻家・建築家）
- バッチョ・ダ・モンテルーポ (en:Baccio da Montelupo) （彫刻家）、ラファエッロ・ダ・ モンテルーポ (en:Raffaello da Montelupo) （彫刻家・建築家）
- ロレンツォ・ディ・クレディ（画家・彫刻家）
- ボッカチオ・ボッカチーノ (en:Boccaccio Boccaccino) （画家）
- ロレンツェット (en:Lorenzetto) （彫刻家）
- バルダッサーレ・ペルッツィ（画家・建築家）
- ペッレグリーノ・アレトゥージ（画家）
- ジョヴァン・フランチェスコ（画家）
- アンドレア・デル・サルト（画家）
- フランチェスコ・グラナッチ (en:Francesco Granacci) （画家）
- バッチョ・ダーニョロ (en:Baccio D'Agnolo) （彫刻家・建築家）
- プロペルツィア・デ・ロッシ (en:Properzia de' Rossi) （女性彫刻家）
- アルフォンソ・ロンバルディ （彫刻家）
- ジョヴァンニ・アンジェロ・モントルソリ (en:Giovanni Angelo Montorsoli) （彫刻家）
- ジローラモ・サンタクローチェ (en:Girolamo Santacroce) （画家・彫刻家）
- ドッソ・ドッシ（画家）とバッティスタ・ドッシ（画家、ドッソの弟）
- イル・ポルデノーネ (画家）
- ロッソ・フィオレンティーノ（画家）
- ジョバンニ・アントニオ・ソリアーニ (en:Giovanni Antonio Sogliani) （画家）
- ジローラモ・ダ・トレヴィーゾ （画家）
- ポリドーロ・ダ・カラヴァッジオ (en:Polidoro da Caravaggio) （画家）、マツリーノ・ダ・フィレンツェ (en:Maturino da Firenze) （画家）
- バルトロメオ・ダ・バニャカヴァッロ (en:Bartolommeo Ramenghi) （画家）
- マルコ・カルディスコ (en:Marco Cardisco) （画家）
- モルト・ダ・フェルトレ （画家）
- フランチャビージオ（画家）
- パルミジャニーノ（画家）
- パルマ・イル・ヴェッキオ（画家）
- ロレンツォ・ロット（画家）
- ジョヴァンニ・ジョコンド (en:Giovanni Giocondo) （建築家）
- フランチェスコ・グラナッチ (en:Francesco Granacci) （画家）
- バッチョ・ダーニョロ (en:Baccio D'Agnolo) （彫刻家・建築家）
- ヴァレリオ・ベッリ (en:Valerio Belli) （木彫家）、ジョヴァンニ・ベルナルディ (en:Giovanni da Castel Bolognese) （彫金師）、マッテオ・ダル・ナザーロ・ヴェロネーゼ (en:Matteo dal Nasaro Veronese) （彫刻家）

### 第5章

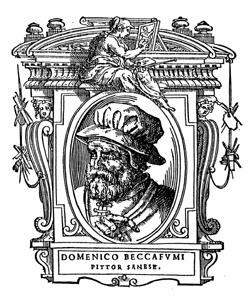
ドメニコ・ベッカフーミ

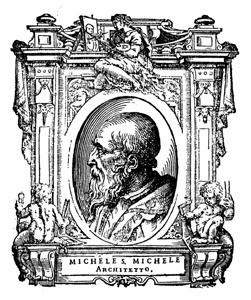
ミケーレ・サンミケーリ

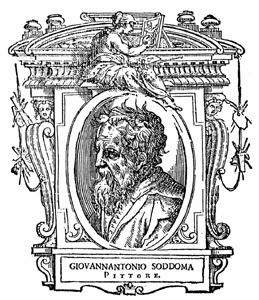
ソドマ

- マルカントニオ・ライモンディ  (en:Marcantonio Raimondi) （版画家）
- アントニオ・ダ・サンガッロ・イル・ヴェッキオ（建築家）
- ジュリオ・ロマーノ（画家・建築家）
- セバスティアーノ・デル・ピオンボ（画家）
- ペリーノ・デル・ヴァーガ (en:Perino del Vaga) （画家）
- ジョヴァンニ・アントニオ・ラッポリ (en:Giovanni Antonio Lappoli) （画家）
- ニコロ・ソッギ (en:Niccolò Soggi) （画家）
- ニコロ・トリボロ (en:Niccolò Tribolo) （彫刻家）
- ピエリーノ・ダヴィンチ (en:Pierino da Vinci) （彫刻家）
- ドメニコ・ベッカフーミ（画家）
- バッチョ・バンディネッリ (en:Bartolommeo Bandinelli) （彫刻家）
- ジュリアーノ・ブジャルディーニ (en:Giuliano Bugiardini) （画家）
- クリストファーノ・ゲラルディ (en:Cristofano Gherardi) （画家）
- ヤコポ・ダ・ポントルモ（画家）
- シモーネ・モスカ (en:Simone Mosca) （彫刻家）
- ジローラモ・ジェンガ (en:Girolamo Genga) （画家）、バロトロメオ・ジェンガ (en:Bartolommeo Genga) （建築家）、ジョヴァンニ・バティスタ・ベルッツイ (en:Giovanni Battista Belluzzi) （建築家）
- ミケーレ・サンミケーリ（建築家）
- ソドマ（画家）
- バスティアーノ・ダ・サンガッロ (en:Bastiano da Sangallo) （画家・彫刻家）
- ガロファロ（画家）、ガロファロ（画家）
- リドルフォ・ギルランダイオ (en:Ridolfo Ghirlandaio) （画家）、ダヴィデ・ギルランダイオ（画家）、バルトロメオ・ギルランダイオ（画家）
- ジョヴァンニ・ダ・ウーディネ （画家・建築家）
- バティスタ・フランコ 画家・エッチング版画家）
- ジョヴァンニ・フランチェスコ・ルスティチ （彫刻家）
- フランチェスコ・デ・ロッシ (en:Francesco de' Rossi (Il Salviati)) （画家）
- ダニエレ・ダ・ヴォルテッラ（画家・彫刻家）
- タッデオ・ツッカリ（画家）

### 第6章

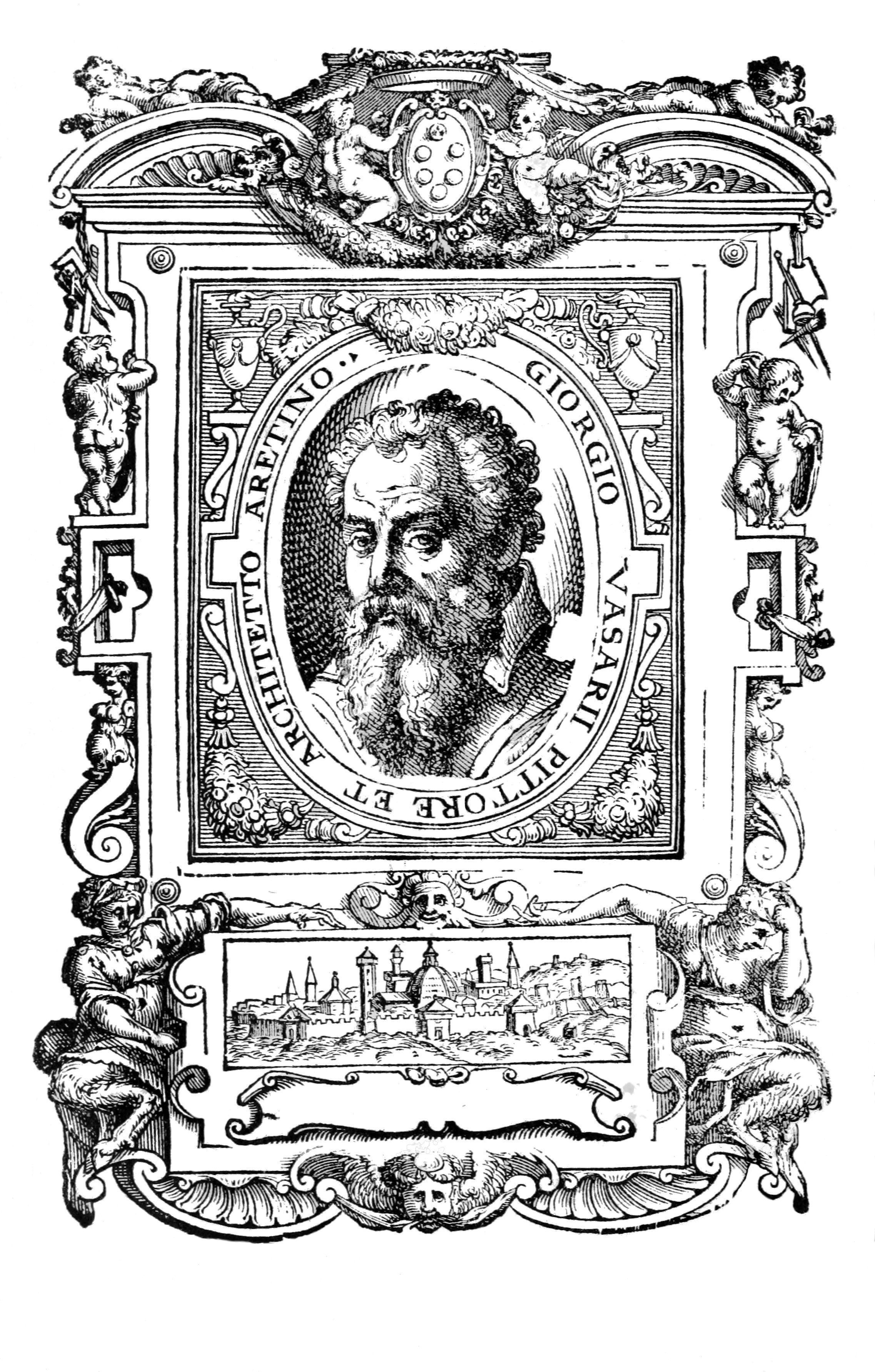
ジョルジョ・ヴァザーリ

- ミケランジェロ・ブオナローティ（彫刻家・画家）
- フランチェスコ・プリマティッチオ (en:Francesco Primaticcio)（画家）
- ティツィアーノ（画家）
- ヤーコポ・サンソヴィーノ（彫刻家・建築家）
- レオーネ・レオーニ (en:Leone Leoni)（彫刻家）
- ジュリオ・クローヴィオ （画家・装飾家）
- アーニョロ・ブロンズィーノ（画家）
- ジョルジョ・ヴァザーリ（画家）

## 日本語訳
- 『ルネサンス画人伝』 平川祐弘・田中英道・小谷年司訳注、白水社、1982年、新装版2009年12月 ISBN 4560080437
- 『続 ルネサンス画人伝』 平川祐弘・仙北谷茅戸・小谷年司訳注、白水社、1995年、新装版2009年4月 ISBN 4560095035
  - 『芸術家列伝』 白水Uブックス 全3巻、2011年5月-8月。抜粋の新書判

「1 ジョット、マザッチョ ほか」全9名
「2 ボッティチェルリ、ラファエルロ ほか」全6名
「3 レオナルド・ダ・ヴィンチ、ミケランジェロ」
- 『ルネサンス彫刻家建築家列伝』 森田義之監訳、白水社、1989年、新装版2009年1月 ISBN 4560095019
- 『美術家列伝』 中央公論美術出版（全6巻）、森田義之・宮下規久朗・越川倫明・甲斐教行・高梨光正監修、2014年-2022年[12]。完全新訳版
- 『ミケランジェロ・ブオナローティの生涯』 デイヴィッド・ヘムソール解説、林卓行監訳、西川知佐訳、東京書籍、2020年 ISBN 978-4487813261
- 『レオナルド・ダ・ヴィンチを探して』 チャールズ・ロバートソン解説、林卓行監訳、神田由布子訳、東京書籍、2020年 ISBN 9784487813278。他8名の同時代の証言を収録
- 『ジォット、ブルネッレスキ　美術家列伝Ⅰ』 亀崎勝訳注、大学書林語学文庫、1998年
- 『ドナテッロ、レオナルド・ダ・ヴィンチ　美術家列伝Ⅱ』 亀崎勝訳注、大学書林語学文庫、1998年
※この2冊は原文記載の古典イタリア語学習用テキスト